# Bataille d'Aldie
 (février 2018).
Le contenu est difficilement compréhensible vu les erreurs de traduction, qui sont peut-être dues à l'utilisation d'un logiciel de traduction automatique.
 (juin 2021).
Si vous disposez d'ouvrages ou d'articles de référence ou si vous connaissez des sites web de qualité traitant du thème abordé ici, merci de compléter l'article en donnant les références utiles à sa vérifiabilité et en les liant à la section « Notes et références ».
Guerre de Sécession
Batailles
Campagne de Pennsylvanie
- Franklin's Crossing
- Brandy Station
- 2e Winchester
- Aldie
- Middleburg
- Upperville
- 2e Fairfax Court House
- Corbit's Charge (en)
- Hanover
- Sporting Hill
- Carlisle
- Gettysburg
- Retraite de Gettysburg
- Fairfield
- Monterey
- Williamsport
- Boonsboro
- Funkstown
- Manassas Gap

La bataille d'Aldie est une bataille de la guerre de Sécession qui s'est déroulée le 17 juin 1863, dans le comté de Loudoun en Virginie, lors de la campagne de Gettysburg.
La cavalerie du major général J.E.B. Stuart protège l'infanterie confédérée du général Robert E. Lee alors qu'elle progresse vers le nord dans la vallée de Shenandoah derrière la barrière des  Blue Ridge Mountains. La cavalerie de l'Union de la brigade du brigadier général Judson Kilpatrick, en avant-garde de la division du brigadier général David McM. Gregg, rencontre les troupes du colonel Thomas T. Munford (en) près du village d'Aldie, ce qui provoque quatre heures de combat acharné. Les deux camps lancent des assauts montés des régiments et des escadrons. Kilpatrick reçoit des renforts dans l'après-midi et Munford se retire finalement vers Middleburg.

## Contexte
À la fin du printemps de 1863, les tensions s'accroissent entre le commandant de l'Union Joseph Hooker et son commandant de la cavalerie, le brigadier Alfred Pleasonton, parce que ce dernier est incapable de percer la ligne de cavalerie du major général J.E.B. Stuart et d'accéder à la vallée de Shenandoah afin de localiser l'armée de Virginie du Nord, qui a été vue en mouvement depuis la bataille de Chancellorsville, au début du mois de mai. Le 17 juin 1863, Pleaston prend la décision de tenter une percée dans la ligne de Stuart afin d'atteindre son objectif. Il ordonne à la division du brigadier général David McM. Gregg d'aller de Manassas Junction vers l'ouest en aval de la route à péage de Little River (en) vers Aldie. Aldie est tactiquement important par la présence, à proximité du village, d'une intersection, sur la route à péage de Little River, avec les deux routes à péage de Ashby's Gap (en) et de Snicker's Gap (en), lesquelles mènent à la vallée, dans les Blue Ridge Mountains.

## Bataille

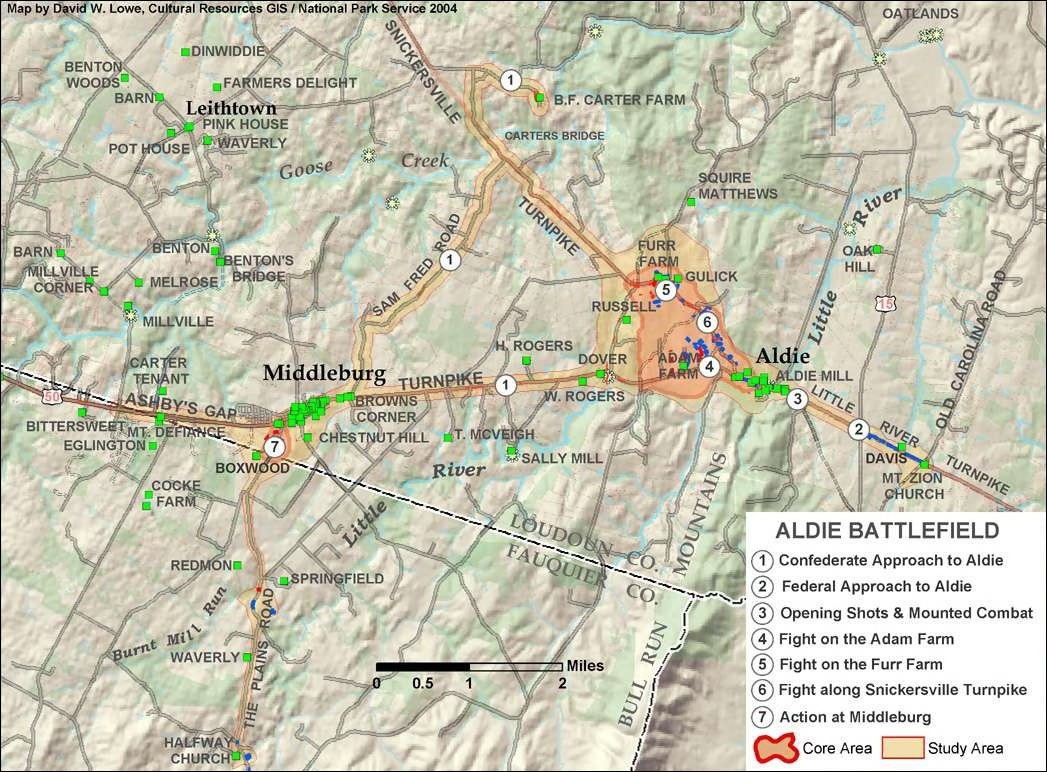
Carte du champ de bataille

Tôt le matin même, le colonel Munford mène les 2nd (en) et 3rd Virginia Cavalry vers l'est dans la vallée de Loudoun (en) à partir d'Upperville par Middleburg, et depuis Aldie vers les Bull Run Mountains (en) pour une mission de reconnaissance et de fourrage. Il établit une ligne de piquets dans Aldie pour observer l'activité ennemie et retire ses deux régiments au nord-ouest de la ville sur la route à péage de Snicker's Gap pour établir un campement sur la ferme de Franklin Carter.
Vers seize heures, l'avancée de la colonne de Gregg, composée des 2nd et 4th New York, 6th Ohio, 1st Maine, 1st Rhode Island, et 1st Massachusetts (en), sous le commandement du brigadier général Judson Kilpatrick, arrive à Aldie. Juste à l'ouest du village, le 1st Massachusetts rencontre les piquets de Munford et les repousse. Au même moment, le reste de la brigade de Munford (les 1st (en), 4th (en), et 5th Virginia Cavalry (en), sous le commandement du colonel Williams Carter Wickham) parvient à Dover Mills (en), petit hameau sur la Little River à l'ouest d'Aldie. Wickham ordonne au colonel Thomas L. Rosser de prendre le 5th Virginia pour chercher un lieu de campement plus près d'Aldie. Alors qu'ils marchent vers l'est, ils tombent sur les hommes du Massachusetts et les repoussent facilement à travers Aldie vers le corps principal de l'Union. Après avoir positionné ses tireurs d'élite (cinquante hommes de la compagnie I sous les ordres du capitaine Reuben F. Boston) à l'est de la ferme de William Adam, Rosser se déploie à l'ouest le long d'une crête qui couvre deux routes menant hors d'Aldie, et attend l'arrivée des fédéraux ; Munford et Wickham font de même. Alors que Rosser se retire vers l'ouest, le 1st Massachusetts, avec l'aide du 4th New York, charge ce qu'ils croient être une retraite. La ligne de Rosser tient et elle lance une contre-charge de concert avec une volée tranchante des tireurs d'élite qu'il a placés sur sa gauche ; elle repousse facilement les fédéraux, garantissant son maintien sur la route à péage d'Ashby.
Kilpatrick place alors son attention vers la route à péage de Snicker's Gap. Un duel d'artillerie s'ensuit et des renforts de cavalerie des deux côtés surviennent rapidement. Un combat acharné débute, qui d'abord tourne en faveur de Munford : les charges des fédéraux sont arrêtées et repoussées par une volée cinglante des tireurs d'élite retranchés derrière un mur de pierre. Le 1st Massachusetts Cavalry est pris au piège dans un coude de la route à péage de Snicker's Gap et est anéanti, perdant cent quatre-vingt-dix-huit des deux cent quatre-vingt-quatorze hommes des huit compagnies engagées. Un détachement sous les ordres de Henry Lee Higginson (en) est quasiment décimé lors d'un combat au corps-à-corps. Tandis que la nuit tombe, le vent tourne finalement lorsque les renforts de l'Union chargent dans la mêlée. Le 6th Ohio submerge le détachement de Boston sur la route à péage d'Ashby's Gap, capturant ou tuant la plupart des hommes. Les combats se terminent vers huit heures du soir lorsque Munford retire ses troupes vers l'ouest sur Middleburg.

## Conséquence

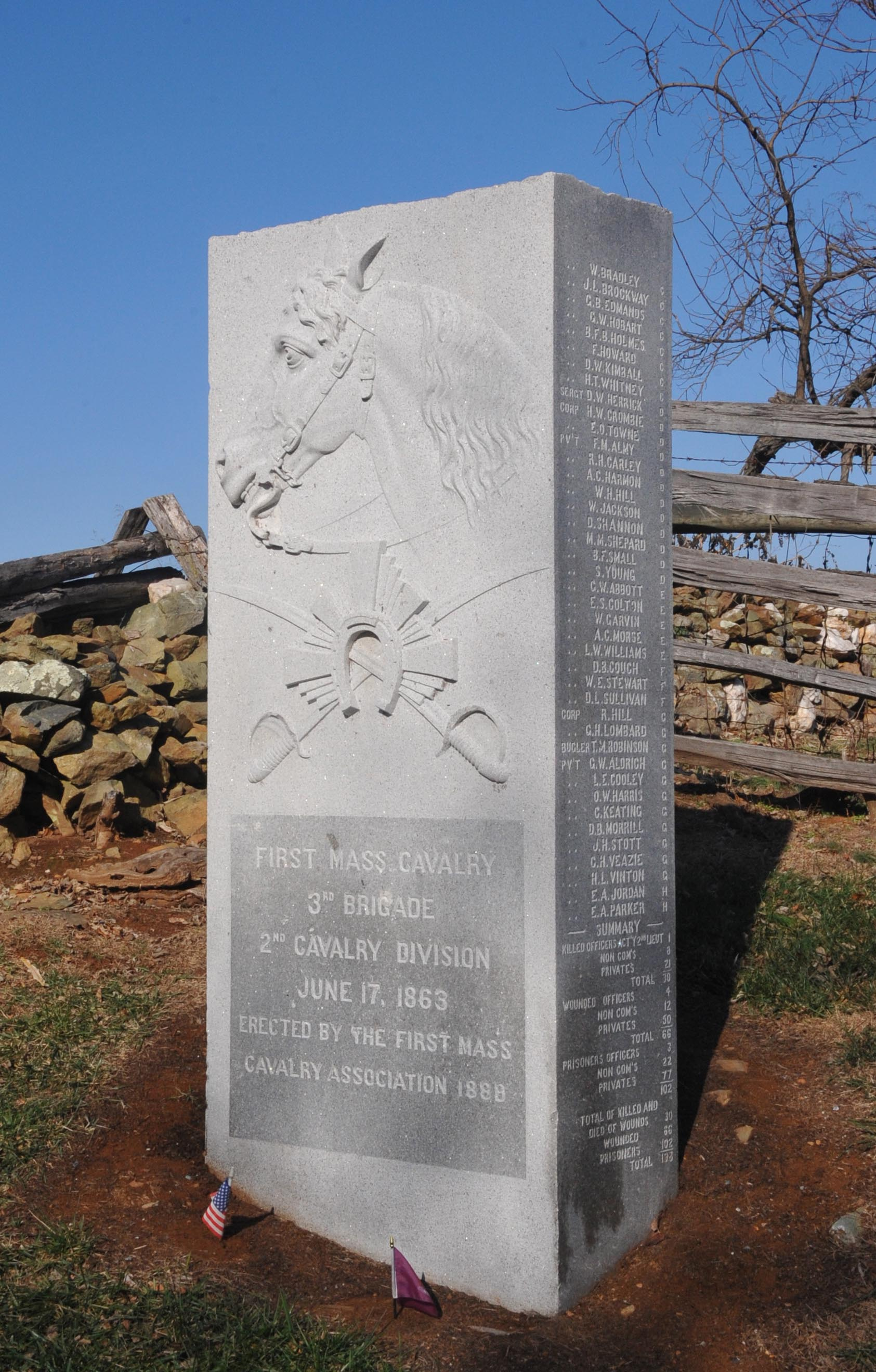
Monument du 1st Massachusetts

Munford ne considère pas Aldie comme une défaite puisque sa retraite coïncide avec l'ordre de Stuart de se retirer, lorsque de la cavalerie fédérale a été vue à Middleburg. Les pertes de l'Union s'élevèrent à trois cent cinq morts et blessés, tandis que les confédérés perdirent entre cent dix et cent dix-neuf hommes. Aldie est la première d'une série de petites batailles le long de la route à péage d'Ashby's Gap au cours desquelles les forces de Stuart retardèrent la poussée de Pleasonton dans la vallée de Loudoun, l'empêchant de localiser l'armée de Lee.

## Champ de bataille
Bien qu'il ne soit pas protégé, le champ de bataille reste largement intact. Aldie et son moulin sont restés quasiment identiques à ce qu'ils étaient alors. L'élargissement de la route 50 (en) a détruit la partie du champ de bataille située le long de la route à péage d'Ashby's Gap. Le mur de pierres et la ferme sont restés intacts le long de la route à péage de Snicker's Gap (en) (aujourd'hui route 734). Sur le site du mur de pierre le long du coude aveugle où le 1st Massachusetts a été décimé, un monument a été érigé par les survivants pour honorer cette action, effectuée durant la bataille. Le 8 mai 2012, le gouverneur Bob McDonnell annonce la préservation de 500 m2 par une acquisition du Civil War Trust (en), qui sera plus tard un site historique de commémoration soumis à l'autorité des parcs. L'endroit est situé le long de la frontière des comtés de Loudoun et Fauquier et est le centre des batailles d'Aldie, de Middleburg et Upperville entre les 17 et 21 juin 1863.